# Лонквих, Александр
Александр Лонквих (нем. Alexander Lonquich; род. 1960, Трир) — немецкий пианист.
Учился у Пауля Бадуры-Скоды, Анджея Ясинского, Илонки Деккерс. В 1976 г. завоевал первую премию на Международном конкурсе пианистов имени Касагранде.
Как солист записал ряд произведений Моцарта, Шуберта, Шумана, Форе, Равеля, Мессиана, а также альбом музыки израильского композитора Гидеона Левенсона. Как ансамблист выступал вместе с Хайнцем Холлигером, Джошуа Беллом, Табеей Циммерман, Шломо Минцем, Стивеном Иссерлисом, Томасом Деменгой и другими известными музыкантами; в дуэте с Франком Петером Циммерманом записал сонаты для скрипки и фортепиано Моцарта, Равеля, Дебюсси, Яначека и Прокофьева и был в 1992 году удостоен Премии Аббьяти; в 2017 году вновь получил эту премию уже как солист.